# Carsten Wurm
Carsten Wurm (* 7. Juli 1960 in Berlin-Buch) ist ein deutscher Literatur- und Buchwissenschaftler, Archivar und Antiquar. Schwerpunkt innerhalb seines Spezialgebietes Buchwissenschaft ist die DDR-Verlagsgeschichte.

## Leben und Wirken
Carsten Wurm wurde 1960 in Berlin-Buch geboren. Aufgewachsen ist er in Bölkendorf, heute ein Ortsteil von Angermünde im Landkreis Uckermark. 1978 legte er sein Abitur ab. Von 1980 bis 1985 studierte er Germanistik an der Universität Leipzig. Anschließend war er von 1985 bis 1992 als Archivar im Berliner Aufbau-Verlag angestellt.
Erste Buchpublikationen, zunächst als Herausgeber, doch bald auch als Autor, fallen in die frühen 1990er Jahre. Als er an seiner Dissertation arbeitete, erhielt er von 1993 bis 1994 ein Stipendium der Friedrich-Ebert-Stiftung, Bonn. Die Promotion zum Dr. phil. mit einer Dissertation zur Geschichte des Aufbau-Verlages erfolgte 1995 an der Humboldt-Universität zu Berlin bei Ursula Heukenkamp. Am dortigen Institut für neuere deutsche Literatur arbeitete er als wissenschaftlicher Mitarbeiter von 1995 bis 1998. Bevor er zusammen mit seiner Frau ein Antiquariat in Berlin übernahm, war er von 1998 bis 2001 als Archivar im Archiv der Akademie der Künste tätig.
Von 1998 bis 2018 gab er die Marginalien, das Periodikum der Pirckheimer-Gesellschaft, heraus. Seitdem ist er wieder Archivar an der Berliner Akademie der Künste.

## Veröffentlichungen

### Bücher
- 150 Jahre Rütten & Loening. …mehr als eine Verlagsgeschichte 1844–1994. Mit einem Geleitwort von Alfred Grosser. Mit 86 Abbildungen. Rütten & Loening, Berlin 1994, ISBN 3-352-00500-1.
- Jeden Tag ein Buch. 50 Jahre Aufbau-Verlag 1945–1995. Mit 62 Abbildungen. Aufbau-Verlag, 1995, ISBN 3-351-02440-1.
- Der frühe Aufbau-Verlag. 1945–1961. Konzepte und Kontroversen (= Veröffentlichungen des Leipziger Arbeitskreises zur Geschichte des Buchwesens. Schriften und Zeugnisse zur Buchgeschichte. Band 8). Harrassowitz Verlag, Wiesbaden 1996, ISBN 3-447-03826-8.
- (mit Jens Henkel, Gabriele Ballon): Der Greifenverlag zu Rudolstadt 1919–1993. Verlagsgeschichte und Bibliographie (= Veröffentlichungen des Leipziger Arbeitskreises zur Geschichte des Buchwesens. Schriften und Zeugnisse zur Buchgeschichte. Band 15). Harrassowitz Verlag, Wiesbaden 2001, ISBN 3-447-04501-9. (Hauptteil Die Geschichte des Greifenverlages Rudolstadt. S. 9–199 von Wurm.)
- Carl Einstein. 1885–1940 (= Findbuch-Editionen). Stiftung Archiv der Akademie der Künste, Berlin 2002, ISBN 3-8311-2944-4.
- Gestern. Heute. Aufbau. 70 Jahre Aufbau Verlag. 1945–2015. Mit 85 Abbildungen. Aufbau Verlag, Berlin 2015, ISBN 978-3-351-03608-9.

### Buch- und Zeitschriftenbeiträge (Auswahl)
- Nachwort. In: Werner Heiduczek: Tod am Meer. Roman (= Die DDR-Bibliothek. Band 2). Mit einem Nachwort von Carsten Wurm. Verlag Faber & Faber, Leipzig 1995, ISBN 3-928660-43-8, S. 315–333.
- Nachwort. In: Alfred Wellm: Pause für Wanzka oder Die Reise nach Descansar. Roman (= Die DDR-Bibliothek. Band 6). Mit einem Nachwort von Carsten Wurm. Verlag Faber & Faber, Leipzig 1995, ISBN 3-928660-47-0, S. 349–365.
- Prospekt und Umbruch. Die ersten Jahre des Aufbau-Verlags. In: Ursula Heukenkamp (Hrsg.): Unterm Notdach. Nachkriegsliteratur in Berlin 1945–1949. Erich Schmidt Verlag, Berlin 1996, ISBN 3-503-03736-5, S. 129–174.
- Die Autobiographik. In: Ursula Heukenkamp (Hrsg.): Deutsche Erinnerung. Berliner Beiträge zur Prosa der Nachkriegsjahre (1945–1960). Erich Schmidt Verlag, Berlin 2000, ISBN 3-503-04948-7, S. 239–294.
- „Sie wissen“, daß ich den Kalender „jeder Anthologie vorziehe“. Zur literarischen Seite von Kunst und Leben. In: Galerie Mutter Fourage – Wolfgang Immenhausen (Hrsg.): Kunst und Leben. 1909–1943. Der Berliner Kunstverlag Fritz Heyder. vacat Verlag, Potsdam 2002, ISBN 3-930752-23-9, S. 192–208.
- Zur Biographie eines Vertreters der „inneren Emigration“. Walter von Molos autobiographische Texte. In: Hania Siebenpfeiffer, Ute Wölfel (Hrsg.): Krieg und Nachkrieg. Konfigurationen der deutschsprachigen Literatur (1940–1965). Erich Schmidt Verlag, Berlin 2004, ISBN 3-503-07901-7, S. 81–98.
- Lauter Fehlschläge. In: Klaus Walther, Dieter Lehnhardt (Hrsg.): Haben Sie das alles gelesen?... Ein Buch für Leser und Sammler. Mironde-Verlag, Niederfrohna 2014, ISBN 978-3-937654-80-5, S. 222–235.
- Sommeridyll des Avantgardisten. John Heartfield in Waldsieversdorf. In: Aus dem Antiquariat. Zeitschrift für Antiquare und Büchersammler, Neue Folge 18, Nr. 1/2020, S. 25–27.
- „Betrifft Parteigeschichte, Vorsicht!“ Simone Barck begutachtet Hedda Zinner. In: Siegfried Lokatis, Martin Hochrein (Hrsg.): Die Argusaugen der Zensur. Begutachtungspraxis im Leseland DDR (= Leipziger Arbeiten zur Verlagsgeschichte). Ernst Hauswedell Verlag, Stuttgart 2021, ISBN 978-3-7762-2104-6, S. 426–438.

### Herausgaben (Auswahl)
- (mit Elmar Faber): Dreibändige Reihe Autoren- und Verlegerbriefe im Aufbau-Taschenbuch-Verlag, Berlin:
  - Allein mit Lebensmittelkarten ist es nicht auszuhalten … Autoren- und Verlegerbriefe 1945–1949 (= Aufbau-Taschenbücher; 1). Mit einem Nachwort von Elmar Faber. Mit 25 Fotos und Faksimiles. 1991, ISBN 3-7466-0001-4.
  - … und leiser Jubel zöge ein. Autoren- und Verlegerbriefe 1950–1959 (= Aufbau-Taschenbücher; 100: Dokument und Essay). Mit einem Nachwort von Elmar Faber. Mit 24 Fotos und Faksimiles. 1992, ISBN 3-7466-0108-8.
  - „Das letzte Wort hat der Minister.“ Autoren- und Verlegerbriefe 1960–1969 (= Aufbau-Taschenbücher; 8010: Dokument und Essay). Mit 25 Fotos und Faksimiles. Mit einem Nachwort von Elmar Faber, Anmerkungen und einem Personenregister von Carsten Wurm. 1994, ISBN 3-7466-8010-7.
- Jubelrufe aus Bücherstapeln. Die Pirckheimer-Gesellschaft. 1956–2006. Ein Almanach. Herausgegeben im Auftrag der Pirckheimer-Gesellschaft von Carsten Wurm. Harrassowitz Verlag, Wiesbaden 2006, ISBN 3-447-05342-9.
- (mit Elmar Faber): Bühne auf! Die Erstlingswerke deutscher Autoren des 20. Jahrhunderts. Ein bebildertes Lexikon. Faber & Faber, Leipzig 2012, ISBN 978-3-86730-124-4.
- Von 1998 (Heft 151) bis 2018 (Heft 227): Marginalien... Zeitschrift für Buchkunst und Bibliophilie. Harrassowitz Verlag, Wiesbaden, ISSN 0025-2948.

### Mitwirkungen
- Walter Janka: … bis zur Verhaftung. Erinnerungen eines deutschen Verlegers. Mit Dokumenten aus dem Archiv des Aufbau-Verlages, ausgewählt von Carsten Wurm. Mit 10 Abbildungen aus Walter Jankas Privatarchiv. Aufbau-Verlag, Berlin / Weimar 1993, ISBN 3-351-02410-X.